# 奧勒馬 (加利福尼亞州)
奧勒馬（英語：Olema）是位於美國加利福尼亞州馬林縣的一個非建制地區。該地的面積和人口皆未知。

## 地理
奧勒馬的座標為38°02′27″N 122°47′17″W / 38.04083°N 122.78806°W，而該地的平均海拔高度為21米（即69英尺）。